# Trichogramma nemesis
Trichogramma nemesis är en stekelart som beskrevs av Pinto 1999. Trichogramma nemesis ingår i släktet Trichogramma och familjen hårstrimsteklar. Inga underarter finns listade i Catalogue of Life.